# Patrizia Valduga
Patrizia Valduga, née le 20 mai 1953 à Castelfranco Veneto (Italie), est une poétesse et traductrice italienne.

## Biographie
Après un lycée scientifique, Patrizia Valduga a étudié la médecine à l’université de Padoue pendant trois ans avant de se réorienter en littérature à l’université « Ca' Foscari » de Venise, où elle suit les cours de Francesco Orlando. En 1981, elle rencontre le poète et critique milanais Giovanni Raboni, avec lequel elle se marie,.
En 1988, Valduga fonde la revue « Poesia », qu’elle dirige pendant un an. Elle contribue également à différents magazines et journaux comme La Repubblica et le Corriere della Sera.

## Publications
- (it) Medicamenta, Guanda, 1982, 89 p. (ISBN 978-88-06-11618-7)
- (it) La tentazione, Crocetti, 1985
- (it) Donna di dolori, Mondadori, 1991, 46 p. (ISBN 978-88-04-34459-9)
- (it) Requiem, Einaudi, 1994, 71 p. (ISBN 978-88-06-15260-4)
- (it) Corsia degli incurabili, Garzanti, 1996, 60 p. (ISBN 978-88-11-64031-8)
- (it) Cento quartine e altre storie d’amore, Einaudi, 1997, 184 p. (ISBN 978-88-06-14544-6)
- (it) Prima antologia, Einaudi, 1998, 88 p. (ISBN 978-88-06-14955-0)
- (it) Quartine. Seconda centuria, Einaudi, 2001, 107 p. (ISBN 978-88-06-15772-2)
- (it) Manfred, Mondadori, 2003, 87 p. (ISBN 978-88-04-52183-9)
- (it) Lezione d’amore, Turin, Einaudi, 2004, 54 p. (ISBN 978-88-06-16993-0)
- (it) Giovanni Raboni, Ultimi versi, 2006, 59 p. (ISBN 978-88-11-63206-1) (préface)
- (it) Italiani, imparate l'italiano!, Edizioni D'If, 2010, 96 p. (ISBN 978-88-88413-88-4)
- (it) Il libro delle laudi, Einaudi, 2012, 59 p. (ISBN 978-88-06-21016-8)
- (it) Per sguardi e per parole, Il Mulino, 2018, 136 p. (ISBN 978-88-15-27954-5)
- (it) Poesie erotiche, Einaudi, 2018, 275 p. (ISBN 978-88-06-23752-3)

### Traductions
- (it) John Donne, Canzoni e sonetti, Milan, Studio Editoriale, 1985
- (it) Tadeusz Kantor, Stille Nach, Milan, Ubulibri, 1991
- (it) Stéphane Mallarmé, Poesie, Milan, Mondadori, 1991
- (it) Molière, Il Misantropo, Florence, Giunti, 1995
- (it) Molière, Il malato immaginario, Florence, Giunti, 1995
- (it) William Shakespeare, Riccardo III, Turin, Einaudi, 1998
- (it) Pierre de Ronsard, Respice et crede, Milan, Il Faggio, 2005

## Récompenses
- 1982 : prix Viareggio de la première œuvre de poésie pour Medicamenta[3]
- 2014 : prix Napoli[4]